# 巴倫曼蛙
巴倫曼蛙（Mantella baroni）是屬於曼蛙科的一种小型毒蛙，是马达加斯加的特有種。该物种於1888年由乔治·亚伯特·布兰洁首度描述。